# Lijst van titulaire bisdommen (A)
Deze lijst bevat bijna alle titulaire bisdommen van de Rooms-Katholieke Kerk die beginnen met de letter A.

## A
| - Abaradira - Abari - Abbir Germaniciana - Abbir Maius - Abdera - Abercornia - Abernethia - Abidda - Abila in Palestina - Abila Lysaniae - Abitinae - Abora - Abrittum - Absa Salla - Absorus - Abthugni - Abula - Abydus - Abziri - Acalissus (Acalisso) - Acarassus (Acarasso) - Acci - Accia - Acelum (Asolo) - Achantus (Acanto) - Achelous (Acheloo) - Acholla (Acolla) - Achrida (Acrida) - Achrida (Acrida) - Achyraus (Achirao) - Acilisene - Acmonia - Acrassus (Acrasso) - Acropolis (Agropoli) - Acufida - Adada - Adana - Adana degli Armeni - Adana dei Greco-Melkiti - Adraa - Adramyttium (Adramittio) - Adrana - Adrasus (Adraso) - Adulis (Aduli) - Aeca (Eca) - Aeclanum (Eclano) - Aegae (Ege) - Aegeae (Egee) - Aegina (Egina) - Aela (Ela) - Aeliae (Elie) - Aemona (Cittanova) - Aenus (Eno) - Aëtus (Aeto) - Aezani (Ezani) - Africa - Afufenia - Alexandria - Alexanum - Algiza - Alia - Aliezira - Alinda - Allegheny | - Alphocranon - Altava - Altiburus - Altinum - Alton - Amadassa - Amaia - Amantia - Amasea - Amastris - Amathus in Cypro - Amathus in Palaestina - Amaura - Ambia - Amblada - Amida - Amida degli Armeni - Amida dei Siri - Amisus - Amiternum - Ammaedara - Ammoniace - Amorium - Amphipolis - Ampora - Amudarsa - Amyclae - Amyzon - Anaea - Anasartha - Anastasiopolis - Anatetarte - Anazarbus - Anbar dei Caldei - Anchialus - Ancusa - Ancyra - Ancyra degli Armeni - Ancyra Ferrea - Andeda - Andrapa - Andropolis - Anemurium - Anineta - Antaeopolis - Antandrus - Arabia - Arabissus (Arabisso) - Arad (Arathia) - Aradi - Aradus (Arado) - Arae in Mauretania (Are di Mauritania) - Arae in Numidia (Are di Numidia) - Arath - Araxa (Arassa) - Arba - Arbanum (Arbano) - Arcadia - Arcadiopolis in Azië (Arcadiopoli di Asia) - Arcadiopolis in Europa (Arcadiopoli di Europa) - Arca in Armenië (Arca di Armenia) - Arca in Armenië per i Maroniti - Arca in Phoenicia (Arca di Fenicia) - Arca in Phoenicia dei Maroniti (Arca di Fenicia dei Maroniti) | - Arcavica - Archelaïs (Archelaide) - Archis - Ardamerium (Ardamerio) - Árd Carna - Árd Mór - Árd Sratha - Arena - Areopolis (Areopoli) - Arethusa - Arethusa dei Siri (Aretusa dei Siri) - Argos (Argo) - Ariarathia (Ariaratia) - Ariassus (Ariasso) - Arindela - Aristium (Aristio) - Arna - Arneae (Arnee) - Arpi - Arsacal - Arsamosata - Arsennaria - Arsinoë in Arcadia (Arsinoe di Arcadia) - Arsinoë in Cypro (Arsinoe di Cipro) - Artvin degli Armeni - Arycanda (Aricanda) - Atella - Atene - Atenia - Athribis (Atribi) - Ath Truim - Athyra (Atira) - Attaea (Attea) - Attalea in Lydia (Attalea di Lidia) - Attalea in Pamphylia (Attalea di Pamfilia) - Attanasus (Attanaso) - Attuda - Auca - Aufinium - Augurus - Augusta - Augustopolis in Palestina - Augustopolis in Phrygia - Aulona - Aureliopolis in Azië - Aureliopolis in Lydia - Aurocla - Aurusuliana - Ausafa - Ausana - Ausuaga - Ausucura - Autenti - Auzegera - Auzia - Avensa - Avioccala - Avissa - Avitta Bibba - Axomis - Azotus - Azura |

## Voetnoot
1. ↑  gcatholic. Gearchiveerd op 19 mei 2023.